# Michael Durrell
Michael Durrell, eg. Sylvester Salvatore Ciraulo, född den 6 oktober 1943 i Brooklyn, New York. Amerikansk skådespelare som har medverkat i många TV-serier och TV-filmer. Den först långfilmen som han medverkade i som inte är en TV-produktion är The American Success Company (1980). Han hade även en liten roll i E.T..
Några TV-serier han har medverkat i är Kojak, Lödder, Knight Rider, Hunter och Lagens änglar. Men de roller han är mest känd för är nog ändå som Donna Martins far, doktor John Martin, i Beverly Hills 90210, och som Robert Maxwell i V.